# مارک تیپر فورم
مارک تیپر فورم (انگلیسی: Mark Taper Forum) یکی از چهار سالن مرکز موسیقی لس آنجلس است.
این سالن که در سال ۱۹۶۷ تأسیس شده دارای ۷۳۹ نفر ظرفیت می‌باشد و مخصوص اجرا موسیقی و تئاتر است.